# Marinda
Marinda est une commune ou contrée de la municipalité de Kuartango dans la province d'Alava dans la Communauté autonome basque. 
Marinda est situé à 986 m d'altitude.
Marinda avec 36 habitants, cette commune regroupe 5 quartiers.
- Iñurrieta ou Iñurrita (dépeuplé).
- Marinda avec une population de 1 habitant.
- Santa Eulalia ou Ondokolanda avec une population de 22 habitants.
- Urbina Basabe avec une population de 1 habitant.
- Villamanca avec une population de 12 habitants.

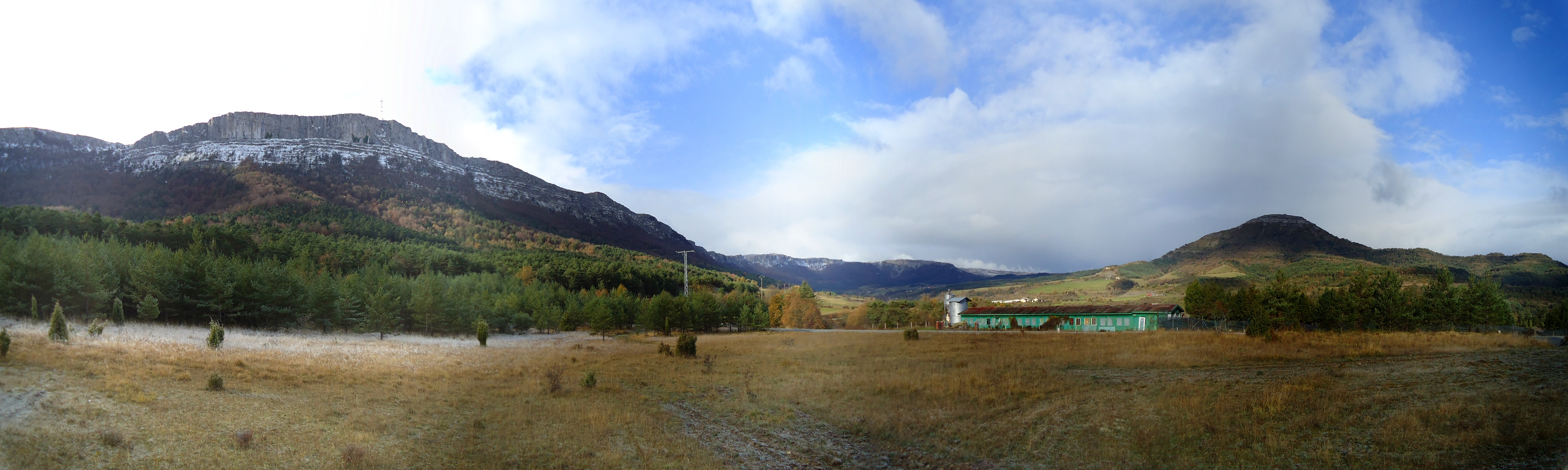
Vue du massif d'Arkamu et de Marinda de Jokano.